# Orgoglio e preveggenza
Orgoglio e preveggenza. O: Una verità universalmente riconosciuta è un romanzo di Carrie Bebris. È il suo primo mistery romantico ed è scritto come seguito del più celebre Orgoglio e pregiudizio di Jane Austen.

## Trama
Elizabeth Bennet e Fitzwilliam Darcy, i protagonisti di Orgoglio e pregiudizio, convolano finalmente a nozze: nello stesso giorno Caroline Bingley annuncia il proprio fidanzamento col possidente americano Frederick Parrish, un giovane affascinante ed amabile. Avendo deciso la nuova coppia di sposarsi di lì a una settimana, Elizabeth e Darcy decidono di fermarsi a Londra fino a nozze celebrate, festeggiare la luna di miele in città e poi raggiungere Pemberley. Ma subito dopo le nozze, cominciano ad accadere strani incidenti alla nuova signora Parrish, incidenti potenzialmente letali. Pur non avendola mai sopportata, i Darcy decidono di aiutare Caroline, e di indagare, per scoprire il colpevole prima che possa fare del male a lei, al marito e a quelli che li circondano.

## Edizioni
- Carrie Bebris, Orgoglio e preveggenza. O: Una verità universalmente riconosciuta, traduzione di Alessandro Zabini, TEA, 2007,  p. 291, ISBN 978-88-502-1280-4.